# Academia Petrina
L'Academia Petrina était la plus ancienne institution d'enseignement supérieur en Lettonie. Elle a été fondée en 1775 à Mitau (lettone: Jelgava), la capitale du duché de Courlande et Sémigalie, par le duc Pierre von Biron à l'instigation de Friedrich Wilhelm von Raison. Elle a existé avec une histoire mouvementée jusqu'en 1944.
En 1991, la fondation d'une école secondaire technique dans un endroit différent de la ville, avec le statut renouvelé du Gymnasium, se réclame de l'Academia Petrina.

## Personnalités liées à l'école

### Diplômés
| Nom                              | Activité ultérieure              |
| -------------------------------- | -------------------------------- |
| Aspazija                         | Poétesse lettone.                |
| Krišjānis Barons                 | Folkloriste letton.              |
| Jānis Čakste                     | Président de la Lettonie         |
| Ernestas Galvanauskas            | Premier ministre de Lituanie     |
| Alberts Kviesis                  | Président de la Lettonie         |
| Wincenty Lutosławski             | philosophe polonais              |
| Karl von Paucker                 | philologue classique             |
| Hermann von Paucker              | général et homme politique russe |
| Kārlis Mīlenbahs                 | philologue lettone               |
| Gabrielė Petkevičaitė-Bitė       | Auteur lituanien                 |
| Ulrich von Schlippenbach         | Poète germano-balte.             |
| Mykolas Sleževičius              | Premier ministre de Lituanie     |
| Antanas Smetona                  | Président de la Lituanie.        |
| Eduard Alexander von der Brüggen | Maréchal de Courlande            |

### Professeurs
| Nom                                          | Fonction                                |
| -------------------------------------------- | --------------------------------------- |
| Johann Heinrich Kant (frère d'Emmanuel Kant) | Recteur (1774-1781)                     |
| Johann Melchior Beseke                       | Bourse juridique                        |
| Johann Benjamin Koppe                        | Grec (1775)                             |
| Johann August von Starck                     | (1777-1781)                             |
| Wilhelm Gottlieb Friedrich Beitler           | Mathématiques (1775-1811)               |
| Johann Jacob Ferber                          | Physique et histoire naturelle          |
| Johann Georg Eisen von Schwarzenberg         | 1776-1777                               |
| Heinrich Friedrich Jäger                     | 1775-1789                               |
| Johann Nicolaus Tiling                       | 1775-1798                               |
| Johann Gabriel Schwemschuch                  | 1775-1798                               |
| Matthias Friedrich Watson                    |                                         |
| Johann Gottlieb von Groschke                 | Histoire naturelle et Chimie            |
| Johann Daniel von Braunschweig               | 1817-1837                               |
| Charles Toussaint                            | Français                                |
| Magnus Georg Paucker                         | Mathématiques et Astronomie (1813-1855) |
| Karl von Paucker                             | Grec (1850-1861)                        |
| Gottlob David Hartmann                       | Philosophie                             |
| August Lebrecht Bretschneider                | Musique                                 |
| Christian Heinrich Gottlieb Köchy            | Jurisprudence (1803-1805)               |